# 寺本一郎
寺本 一郎（てらもと いちろう、1940年1月28日 - ）は、兵庫県出身のプロゴルファー。

## 来歴
川西市立東谷中学校卒業後の1966年にプロ入りし、1972年の日本プロでは中村通・松田司郎と並んでの7位タイ、1975年のスポーツ振興インターナショナルでは高橋信雄と並んでの5位タイに入った。	
1978年の日本プロマッチプレーでは快晴だが強風でアンダーパーをマークしたのは僅か4人であった初日に2アンダーで首位に立ち、準々決勝では有利と見られていたメダリストの山本善隆を18ホールの接戦の末に破る番狂わせを起こす。
準決勝では青木功と対戦し、5番パー3で先に青木に15ヤードのチップインを決められるが、寺本も同じような距離をチップインさせる粘りを発揮。7番で70cmにつけて寺本がリードすると、10番で青木が取り返し、11番で寺本が1.5mを入れると、12番で今度は青木が3mを入れる。寺本が先手を取るが青木が離れない、という展開は15番で初めて青木がリードし、16番で50cmにつけて2アップとリードを広げた。ドーミーホールの17番パー３で、グリーン手前にショートした青木は、絶妙のアプローチでカップ手前5cmに寄せる。寺本は3mのバーディーパットを外し、青木に2-1で振り切られた。
最終日の石井裕士との3位決定戦ではアウトでの鍔迫り合いから10番で石井にイーブンに戻されたが、後は相譲らず。16番で9mのパットを沈めたが、最終ホールを石井に取られて再びイーブンとなり、14番ショートホールの19ホール目で振り切った。同年初出場の試合でプロ入り後初めての上位となる3位に入ったほか、賞金200万円も初めて獲得し、試合後には三菱ギャランの招待状も舞い込んだ。
1979年の日本プロでは初日に快晴、微風の絶好のコンディションの下でアウトからスタートし、物凄い勢いで飛び出していく。球の転がりの速いベント芝の受けグリーンを手前から攻めていき、2番3m、3番8m、4番2mと3連続バーディー、7番からも4m前後を沈めて2度目の3連続バーディーを決め、アウトで30をマーク。インに入ると好スコアを意識してか6アンダーから伸びなかったが、内田袈裟彦が持っていた68のコースレコードを2打縮める通算6アンダーの66で謝敏男（中華民国）に1打差付け、コース新での単独首位スタートを決める。
1979年には賞金ランク対象となった美津濃トーナメントで杉原輝雄と並んで橘田光弘の2位タイ、1981年の関西オープンでは甲斐俊光と並んで金本章生の2位タイ、1981年のゴルフダイジェストトーナメントでは最終日に69をマークして4位に入る。
1980年のくずは国際では初日に68をマークして森憲二・入江勉・山本善・尾崎将司と並んでの8位タイでスタートし、最終日には金本・竹安孝博と並んでの7位タイに入った。岐阜関カントリー倶楽部開場15周年記念「岐阜関チェリーカップトーナメント」では2日目に高橋五月・川上実と並んでの5位タイに浮上し、最終日には藤木三郎・豊田明夫と並んでの5位タイ に留まった。
1981年の日本オープンでは初日を雨と難コースでスコアが伸び悩む中、陳志明&謝永郁&何明忠（中華民国）・山本善・金海繁・藤木三郎・松本紀彦、ボビー・クランペット（アメリカ）、河野高明・重信秀人と並んでの10位タイでスタートし、2日目には中嶋常幸・尾崎直道・倉本昌弘・浅井教司と並んでの3位タイに着けた。
1982年の広島オープンで小林富士夫と並んでの7位タイに入り、1983年には地元の兵庫県オープンで初日を三好隆と並んでの2位タイでスタートし、最終日には69をマークして、川上・一岡義典・十亀賢二・金山和雄を抑えて初優勝。
1987年の日本プロでは初日を中村忠夫と共に首位三上法夫と1打差2位でスタートし、シニア入りした1990年には第1回「コマツアバンセオープン」を通算8アンダーで優勝。
日本シニアオープンでは1991年にエレウテリオ・ニバル（フィリピン）と並んでの6位タイ、1993年に金井清一・新井規矩雄・天野勝に次ぐ4位、2000年には小林富士夫・上原宏一・井上久雄・中村忠と並んでの6位タイに入った。
1997年のダイドードリンコ静岡オープンでは2日目に通算4アンダーで9位タイと健闘し、日本プロシニアでは2日目には初日首位の中山徹と共に2打差の2位に着け、3日目には前日首位の榎本七郎から奪い返した中山から3打差2位、最終日は72で回って通算2アンダーの286で逆転優勝する。
1998年のミズノオープンを最後にレギュラーツアーから引退し、1999年の日本プロシニアで中山・冨田三十士と並んでの6位タイに入り、2000年・2001年には日本グランドシニアを連覇 。

## 主な優勝
レギュラー
- 1983年 - 兵庫県オープン

シニア
- 1990年 - コマツアバンセオープン
- 1997年 - 日本プロシニア
- 2000年 - 日本プログランドシニア
- 2001年 - 日本プログランドシニア